# Трубецкой, Иван Юрьевич (1703)
Князь Ива́н Ю́рьевич Трубецко́й по прозванию Меньшой (1703—1744) — русский государственный и придворный деятель, действительный камергер (1742), президент Юстиц-коллегии (с 1740 г.).

## Биография
Родился в 1703 году и был вторым сыном генерал-поручика Юрия Юрьевича Трубецкого. Младший брат генерал-прокурора Никиты Юрьевича Трубецкого.
Во время передачи власти Анны Иоанновне, как и другие Трубецкие, деятельно противодействовал планам верховников. При Анне Леопольдовне пожалован камергером. Императрица Елизавета Петровна на Рождество 1742 года наградила Трубецкого орденом Св. Анны.
В 1721 г. вступил в брак с 17-летней Марией, дочерью стольника Якова Никитича Глебова. В браке родились четыре дочери и сын Николай (ум. 1784) — родоначальник второй из четырёх основных ветвей рода Трубецких. К числу его потомков принадлежали, среди прочих, философ С. Н. Трубецкой и скульптор Паоло Трубецкой.
Родовым владением потомков Ивана Юрьевича стало приобретённое им у В. Н. Татищева село Дудкино вблизи Троицкой дороги, которое было переименовано в Ахтырку. Его дочь Екатерина принесла в семью Трубецких также подмосковное село Знаменское.
Скончался 13 (24) сентября 1744 года в возрасте 41 года и был погребён в подмосковном селе Чудове. 